# Knut Agathon Wallenberg
Knut Agathon Wallenberg (Stoccolma, 19 maggio 1853 – Stoccolma, 1º giugno 1938) è stato un banchiere e politico svedese, era anche un Cavaliere dell'Ordine dei Serafini.

## Biografia
Era figlio del banchiere e politico André Oscar Wallenberg e della sua prima moglie Catharina Wilhelmina Andersson, e membro della famosa famiglia Wallenberg. Anche suo fratello, Marcus Wallenberg Sr. fu un famoso banchiere e imprenditore. Nel 1878 sposò Alice Nickelsen.
Dal 1914 al 1917 ricoprì la carica di ministro degli affari esteri, mentre dal 1907 al 1919 fu componente della Första kammaren, la camera alta del Riksdag. Insieme alla moglie, dette vita alla Fondazione Knut e Alice (svedese: Knut och Alice Wallenbergs Stiftelse).
Wallenberg fu uno dei fondatori della Scuola di economia di Stoccolma ed è anche considerato il fondatore della comunità di Saltsjöbaden.